# 東京ディズニーシー1stアニバーサリー
東京ディズニーシー1stアニバーサリー（Tokyo DisneySea 1st Anniversary）は、東京ディズニーシー (TDS)で、2002年9月4日から同年10月20日まで開催された、東京ディズニーシー開園1周年を記念して行われたスペシャルイベントである。

## 概要
青地に「1st」と描かれたイラストが、デコレーションや商品に用いられた。商品などでは、ディズニーシー・プラザなどでグリーティングしていた服装と同じ提督風の服装をしたミッキーマウスがいっしょに描かれたものもある。
一部のレストランで、1stアニバーサリーのスペシャルメニューを実施したほか、ソフトドリンクなどに使用する紙コップもアニバーサリーのイラストが描かれていた。
9月4日から5日間は毎日色の違うファスナートップが来園したゲストにプレゼントされた。

## エンターテイメント

### 東京ディズニーシー1stアニバーサリー・セレブレーション
ドルフィンクラフト（イルカ型の水上オートバイ）を運転するミッキーマウスやミニーマウス、ドルフィンクラフトに牽かれて水上スキーをするグーフィーがオープニングに登場。
各テーマポートを代表するエンターテイナーやキャラクターが東京ディズニーシー組曲に合わせて次々にリドアイルへ集い、1周年をお祝いする。
公演場所リドアイル
公演時間約20分
公演回数1日2回〜3回
使用楽曲
- Come With Me
- 東京ディズニーシー組曲
- Thanks to You

Thanks to You は、2013年3月発売の「東京ディズニーリゾート・アニバーサリーテーマソングス」に初収録された。

## 関連
「Thanks to You」が使用されたショー
- ディズニーシー・シンフォニー最終楽章